# البروتوكول الاختياري بشأن اشتراك الأطفال في النزاعات المسلحة
البروتوكول الاختياري لاتفاقية حقوق الطفل بشأن اشتراك الأطفال في النزاعات المسلحة هي معاهدة دولية حيث تتفق الدول على:
1. حظر تجنيد الأطفال تحت سن 18 سنة في الجيش.
2. ضمان اعفاء المتطوعين العسكريين تحت سن 18 عاما من المشاركة مباشرة في الأعمال العدائية.

اعتمدت الجمعية العامة للأمم المتحدة على المعاهدة على أنه بروتوكول إضافي لاتفاقية حقوق الطفل التي كتبها القرار 54/263 في 25 مايو 2000. دخل البروتوكول حيز النفاذ في 12 فبراير 2002. يتطلب البروتوكول من الحكومات التصديق لضمان عدم تجنيد المتطوعين الأطفال تحت 18 سنة و«اتخاذ الدول الأطراف جميع التدابير الممكنة عمليا لضمان عدم اشتراك أفراد قواتها المسلحة الذين لم يبلغوا سن 18 عاما مباشرة في الأعمال العدائية». يحظر على الجهات الفاعلة غير الحكومية وقوات حرب العصابات عن تجنيد أي شخص دون سن 18 سنة لأي غرض من الأغراض. اعتبارا من ديسمبر عام 2014 صدقت 159 دولة على البروتوكول بينما وقعت 14 دولة أخرى ولكنها لم تصدق عليها.

## الخلفية التاريخية
إن ميثاق حقوق الطفل لعام (1989)  يُعرف الطفل بأنه أي شخص تحت سن 18عام، ومن خلال التاريخ وفي ثقافات كثيرة، يتم توريط الأطفال على نطاق واسع في حملات عسكرية. ففى الحرب العالمية الأولى تم ضم ما يَقرُب من 250.000 ألف صبى  تحت سن 18 عام في الجيش في بريطانيا العظمى،  وقد قاتل في الحرب العالمية الثانية جنود أطفال في شتى أنحاء أوروبا؛ في انتفاضة وراسو، في المقاومة اليهودية ومع الجيش السويفيتى.
بعد انتهاء الحرب الباردة؛ ازداد عدد المنازعات العسكرية وتعاظم استخدام الأطفال في الأغراض العسكرية،  مؤثرين على ما يقرب من 300.000 طفل كل عام من جميع أنحاء العالم بنهاية التسعينات.
إن التقدم لإنهاء استخدام الأطفال في الأغراض العسكرية أصبح أمراً بطيئاً، وجزء من هذا التباطئ سببه اعتماد الكثير من القوات المسلحة الدولية على الأطفال من أجل تحقيق أهدافهم.
بدأت الجهود الأولية لتحجيم إشراك الأطفال في المقاتلات العسكرية  بتبنى إتفاقيات إضافية لمواثيق جينيفا 1949، وقد حرمت الإتفاقيات الجديدة التجنيد العسكرى للأطفال حتى 15 عاماً وحرمت استخدامهم في عمليات القتال؛ كما أن الإتفاقيات لم تُجرم الجهات المقاتلة من استخدام الأطفال الأقل من 15 عاماً في المنازعات عندما تكون مشاركتهم غير مباشرة مثل استخدامهم ككشافة ومخبرين وحُراس وجواسيس وحاملين رسائل وأدوار مساندة أخرى.
عندما كانت نفس هذه  المقاييس المحدودة غير متوافقة مع ميثاق حقوق الطفل في عام 1989، تُرِك المدافعين عن حقوق الطفل في حالة ذعر؛ مؤمنين أنه يجب وضع معاهدة تحوى الحقوق الأساسية  للأطفال لحمايتهم من كل أشكال التوريط العسكرى. ولتحقيق ذلك؛  بدأ مجموعة من نشطاء حقوق الإنسان والحكومات المتعاطفة مع الأطفال العمل على  حملة عالمية من أجل معاهدة جديدة والتي اتُخِذَت في عام 2000 كإتفاقية اختيارية لميثاق حقوق الطفل عن توريط الأطفال في المنازعات العسكرية

## تعليق اللجنة الدولية
الجملة «تتخذ الدول الأطراف جميع التدابير الممكنة عمليا لضمان عدم اشتراك أفراد قواتها المسلحة الذين لم يبلغوا سن 18 عاما اشتراكا مباشرا في الأعمال العدائية» تم تكييفها من المادة 77.2 من البروتوكول الإضافي الأول لاتفاقيات جنيف في 12 أغسطس 1949 والمتعلق بحماية ضحايا المنازعات المسلحة الدولية الذي اعتمد في عام 1977 مع إجراء تغيير من خمسة عشر عاما إلى ثمانية عشر عاما وبعض التعديلات الطفيفة الأخرى. («يجب على أطراف النزاع اتخاذ كافة التدابير المستطاعة من أجل أن الأطفال الذين لم يبلغوا سن خمسة عشر عاما لا يشتركوا مباشرة في الحرب وبوجه خاص أن يمتنعوا عن تجنيد هؤلاء الصغار في قواتها المسلحة.»)
تعليق اللجنة الدولية على البروتوكول الأول يوضح أنه لا يتطلب فرض حظر كامل على استخدام الأطفال في النزاعات. اقترحت اللجنة الدولية أن البروتوكول يطلب من الأطراف «اتخاذ جميع التدابير اللازمة؛» ومع ذلك فإن النص النهائي بدلا من ذلك يستخدم عبارة «اتخاذ جميع التدابير الممكنة عمليا» وهي ليست حظر شامل على قيامهم بذلك. علاوة على ذلك فإن الامتناع عن تجنيد الأطفال دون الخامسة عشرة لا يستبعد الأطفال الذين يتطوعون للخدمة المسلحة. خلال المفاوضات حول عبارة «تأخذ جزءا في الأعمال العدائية» أضاف كلمة «المباشرة» احتمال أن المتطوعين الأطفال يمكن أن يشاركوا بصورة غير مباشرة في الأعمال العدائية وجمع ونقل المعلومات العسكرية مما يساعد في نقل الأسلحة والذخائر وتوفير اللوازم، الخ.

## الاستجابات الوطنية
المملكة المتحدة التي تجند المواطنين في الجيش الذين هم دون سن 18 عاما أوضحت موقفها في مذكرة توضيحية مبينة أن «في حين أفراد الجيش تحت سن 18 عاما قد يستمرون لإجراء مجموعة محدودة من واجبات مع وحدات مقيمة في ايرلندا الشمالية انهم لا يشاركون في أنشطة الدعم المباشر للقوى المدنية ولم يتم نشر الأفراد العسكريين في المملكة المتحدة تحت سن 18 سنة وتمشيا مع سياسة الأمم المتحدة لا يتم نشر أفراد تحت سن 18 على عمليات حفظ السلام للأمم المتحدة».